# Opila
Opila (macedónul: Опила) település Észak-Macedóniában, a Északkeleti körzetben, Rankovce községben.

## Népesség
| Lakosok száma | 1160 | 1309 | 1193 | 1020 | 631  | 379  | 288  | 269  | 205  |
|               | 1948 | 1953 | 1961 | 1971 | 1981 | 1991 | 1994 | 2002 | 2021 |

- 2002-ben 269 lakosa volt, akik közül 268 macedón és 1 szerb.